# Barbie in le 12 principesse danzanti
Barbie in le 12 principesse danzanti (Barbie in the 12 Dancing Princesses) è un film d'animazione in computer grafica del 2006 diretto da Greg Richardson, e distribuito direttamente per il mercato home video.
È liberamente ispirato alla fiaba Le dodici principesse danzanti contenuta nella raccolta Le fiabe del focolare dei Fratelli Grimm, pubblicata nel 1815. È il nono film di Barbie e il terzo ad essere incentrato sul tema della danza. Segna infatti il ritorno del corpo di ballo del New York City Ballet dopo Barbie - Lago dei cigni per la messa in scena delle coreografie, animate tramite motion capture.

## Trama
Il vedovo re Randolph è padre di dodici principesse; poiché il comportamento delle sue figlie è considerato inadatto per il loro rango, decide di affidare la loro educazione a sua cugina, la duchessa Rowena. Quest'ultima si mostra da subito molto severa con le giovani, cambiando infatti radicalmente molte loro abitudini di vita: le fa vestire di grigio e proibisce tutte quelle attività nelle quali primeggiavano in talento (come la lettura, l'equitazione, il canto e soprattutto la danza).
Il giorno del compleanno delle tre sorelle più piccole accade che Rowena, assieme al suo scagnozzo Desmond, sorprende le principesse a danzare e cantare; nonostante le ragazze le rispondano che per loro queste attività sono oramai una tradizione di famiglia, apprese direttamente dalla loro madre, una sdegnata Rowena s'impegna a rendere la vita delle principessine ancora più tremenda: vieta loro di ballare e di festeggiare. Quella stessa sera le tre sorelline ricevono in regalo un libro che narra la fiaba preferita della loro defunta madre: una principessa, attraverso una porta magica, giunge in un luogo incantato dove è presente un padiglione dorato in cui ella può danzare liberamente per ore ed ore, e decide di recarsi lì ogni sera; tuttavia, giunta la terza notte, scopre che il padiglione magico è destinato a scomparire, ma fortunatamente riesce a portare via un po' della magia di quel luogo con sé. Dopo aver finito di leggere la storia, Lacey (la sorellina più piccola) fa accidentalmente cadere il suo libro e le ragazze capiscono che le pietre disegnate sul pavimento della loro camera corrispondono a quelle disegnate sulla copertina di ciascuno dei loro libri. Allora Genevieve, la settima sorella, danza su ogni pietra, come dice la favola, facendo apparire una scala magica. Le principesse raggiungono un padiglione simile a quello della fiaba e ballano insieme per tutta la notte. Inoltre Lacey, una volta arrivata nel padiglione, si ferisce e scopre che l'acqua di quel luogo ha il potere di guarire.
Nel frattempo, Rowena scopre che le scarpette da ballo delle principesse, comprate da pochissimi giorni, sono molto consumate. Quando chiede alle sorelle dove siano andate, esse rispondono onestamente ma la donna le ritiene bugiarde e finisce per trattarle come domestiche, mentre avvelena lentamente il cugino con l'obiettivo di sostituirsi a lui. Genevieve chiede a Derek, il ciabattino di corte, di indagare sul signor Fabian, un uomo al quale la duchessa ha venduto qualcosa. Le sorelle tornano nel regno incantato ancora una volta, e Rowena le accusa di essere la causa della malattia del re; loro, allora, prendono la decisione di ritirarsi in quel mondo finché il padre non si sarà ristabilito. Derek incontra Fabian e scopre che Rowena gli aveva venduto il calice della regina Isabella; tornato al castello per avvertire Genevieve, scopre che le principesse sono sparite.
Derek scopre il meccanismo per raggiungere il padiglione dorato ma viene spiato da Brutus, lo scimmiotto di Rowena; quest'ultima, introdottasi nel regno, raccoglie dei fiori magici e intrappola Derek, Genevieve e le sue sorelle distruggendo le pietre, e successivamente si fa nominare regina da Randolph. Tuttavia le sorelle e Derek trovano un modo per uscire e raggiungere Rowena, che con il fiore lancia un incantesimo contro Genevieve per costringerla a danzare all'infinito; però, grazie al ventaglio della ragazza, la magia si riversa su Rowena e Desmond. Lacey somministra al padre l'acqua magica, facendolo tornare in salute. Infine, vengono celebrate le nozze di Genevieve e Derek.

## Personaggi

### Le principesse
- Ashlyn: la sorella maggiore, di 22 anni. È molto comprensiva e cerca di fungere da modello per le sorelle minori. Tra tutte loro è la più somigliante a loro madre, la regina Isabella. Ama suonare il flauto e l'oboe. Il suo fiore è il geranio e la sua pietra preziosa è il granato. Indossa un abito viola, ha i capelli castani e gli occhi azzurri.
- Blair: la seconda sorella, di 21 anni. Ama andare a cavallo e collezionare carillon. Essendo molto schietta, è sempre la prima a esprimere la sua opinione, in particolare le sue lamentele riguardo Rowena. Il suo fiore è la speronella e la sua pietra preziosa è il rubino. Indossa un abito rosso, ha i capelli neri e gli occhi azzurri.
- Courtney: la terza sorella, di 20 anni. Sembra essere la più timida. Adora leggere, il che la rende intelligente e di larghe vedute, ma spesso anche totalmente ignara di ciò che la circonda. Il suo fiore è il nontiscordardimé e la sua pietra preziosa è lo zaffiro. Indossa un abito blu, ha i capelli castani e gli occhi marroni.
- Delia: la quarta sorella, di 19 anni, e gemella di Edeline. Ama gli sport, in particolare il cricket e l'equitazione, ed è molto disordinata. Il suo fiore è il girasole e la sua pietra preziosa il peridoto. Indossa un abito verde, ha i capelli biondi e gli occhi verdi.
- Edeline: la quinta sorella, di 19 anni, e gemella di Delia. Anche lei ama gli sport, in particolare il cricket e il badminton, ed è molto disordinata. Il suo fiore è il caprifoglio e la sua pietra preziosa è il citrino. Indossa un abito arancione, ha i capelli ramati e gli occhi marroni.
- Fallon: la sesta sorella, di 17 anni. Ama gli animali, suonare l'arpa e scrivere racconti. È molto romantica e spera che tutti possano trovare il proprio lieto fine. Il suo fiore è la camelia e la sua pietra preziosa è la perla. Indossa un abito rosa, ha i capelli biondi e gli occhi marroni.
- Genevieve: la settima sorella, di 16 anni, e la protagonista del film. Tende a essere in ritardo in ogni occasione, ed è un'abile giocatrice di scacchi. Tra le sorelle, è quella che ama di più la danza. Il suo fiore è la rosa e la sua pietra preziosa è l'opale. Indossa un abito rosa scuro e bianco, ha i capelli biondi e gli occhi azzurri.
- Hadley: l'ottava sorella, di 13 anni, e gemella di Isla. Abile acrobata come la gemella, si divertono a camminare insieme sui trampoli. Il suo fiore è il narciso e la sua pietra preziosa è il topazio. Indossa un abito celeste, ha i capelli biondi e gli occhi azzurri.
- Isla: la nona sorella, di 13 anni, e gemella di Hadley. Abile acrobata come la gemella, si divertono a camminare insieme sui trampoli. Spesso, l'una finisce le frasi dell'altra.                 Il suo fiore è il mughetto e la sua pietra preziosa è lo smeraldo. Indossa un abito lilla, ha i capelli castani e gli occhi azzurri.
- Janessa: la decima sorella, di 5 anni, e la primogenita delle tre piccole gemelle. È molto obbediente, dolce e gentile, e ama collezionare insetti, che le capita di perdere in giro per la camera che divide con le sorelle. Alcune volte è autoritaria, ma sempre a fin di bene. Durante il film, sarà festeggiato il suo compleanno. Il suo fiore è la giunchiglia e la sua pietra preziosa è l'acquamarina. Indossa un abito azzurro, ha i capelli castani e gli occhi azzurri.
- Kathleen: l'undicesima sorella, di 5 anni, e la secondogenita delle tre piccole gemelle. Ama l'arte e la pittura, e tende a essere disordinata come le sorelle maggiori Delia ed Edeline e sporcarsi i capelli con la pittura. Durante il film, sarà festeggiato il suo compleanno. Il suo fiore è la pratolina e la sua pietra preziosa è il diamante. Indossa un abito rosa e giallo chiaro, ha i capelli rossi e gli occhi azzurri.
- Lacey: la dodicesima sorella, di 5 anni, e la terzogenita delle tre piccole gemelle. È molto legata alla sorella maggiore Genevieve, e le piace collezionare orsacchiotti di peluche. Essendo la più giovane, è timida, un po' goffa e spesso ha bisogno di aiuto per le cose più semplici, e per questo si sente spesso in colpa. Durante il film sarà festeggiato il suo compleanno assieme alle due gemelle Janessa e Kathleen. Il suo fiore è il giglio candido e la sua pietra preziosa è l'ametista. Indossa un abito lilla, ha i capelli biondi e gli occhi azzurri.

### Altri personaggi
- Re Randolph: il premuroso padre delle dodici sorelle, e vedovo della regina Isabella.
- Regina Isabella: regina dall'animo sensibile che insegna alle figlie a inseguire i propri sogni. Nel film non compare mai se non in un quadro, ma è spesso nominata.
- Derek: il ciabattino reale, segretamente innamorato di Genevieve, con cui si sposa alla fine del film. Diventa il principale alleato delle principesse nel fermare Rowena.
- Felix: il pappagallo di Derek, che spesso mette in grande imbarazzo borbottando suggerimenti sui sentimenti che il suo padrone prova verso Genevieve.
- Twyla: la gatta delle principesse. Detesta lo scimmiotto Brutus, mentre è amica di Felix. Crede di essere imparentata con le tigri dell'India.
- Duchessa Rowena: cugina di Re Randolph, chiamata a palazzo da lui affinché educhi con rigore le principesse. È la principale antagonista del film. Impedisce alle ragazze qualsiasi tipo di svago, e tenta di avvelenare lentamente il cugino per appropriarsi del trono. Tuttavia verrà sconfitta da Genevieve.
- Desmond: il goffo scagnozzo di Rowena (probabilmente attratto da quest'ultima) che esegue ogni suo ordine per compiacerla.
- Brutus: il dispettoso scimmiotto di Rowena, incaricato da quest'ultima di spiare le principesse.
- Fabian: un avido speziale che prima vende veleno a Rowena in cambio di beni rubati e poi, quando viene rintracciato da Derek, scambia il cavallo di quest'ultimo con il calice della regina Isabella.

## Colonna sonora
La colonna sonora di Arnie Roth è eseguita dall'Orchestra Filarmonica Ceca, e contiene diversi riarrangamenti di brani di musica classica:
1. Barbie in the 12 Dancing Princesses Theme, tema principale del film cantato da Melissa Lyons, basato sulla Siciliana di Ottorino Respighi, presente nella suite Antiche arie e danze per liuto
2. Danza infinita (Shine), canzone dei titoli di coda che riprende la melodia del tema principale, scritta da Amy Powers e Rob Hudnut e cantata da Cassidy Allen e da Rossella Ruini in italiano
3. Birthday Song, eseguita da Kelly Sheridan e da Emanuela Pacotto in italiano (cantata da Genevieve durante il compleanno delle tre gemelline)
4. Argeers, di John Playford (suonata da Derek con il flauto)
5. Sacerdotes Domini di William Byrd, eseguita dall'Occidental College Women's Glee Club (cantata dalle principesse per confortare il padre malato)
6. Notturno da Sogno di una notte di mezza estate di Felix Mendelssohn Bartholdy (eseguita mentre le principesse entrano nel regno incantato a bordo della barca)
7. Marcia degli Elfi da Sogno di una notte di mezza estate di Mendelssohn (danza delle principesse eseguita mentre le sorelle minori dormono)
8. Sinfonia n. 4 di Mendelssohn, terzo e primo movimento (danza delle principesse durante la prima e la seconda sera)
9. Sinfonia n. 4 di Mendelssohn, secondo movimento (eseguita quando Rowena mette in punizione le ragazze)
10. Sinfonia n. 5 di Mendelssohn, secondo movimento (danza delle principesse con le statue d’ottone)
11. Sinfonia n.4 di Mendelssohn, ultimo movimento (scontro finale delle principesse e Derek contro Rowena e Desmond)
12. Grande Tarantella di Louis Moreau Gottschalk (eseguita mentre Rowena e Desmond vengono condannati a danzare)

## Distribuzione
Barbie e le 12 principesse danzanti è stato il primo film di Barbie ad essere distribuito sia negli Stati Uniti che in Europa dalla Universal Pictures Home Entertainment; i precedenti film erano infatti stati distribuiti in patria da Artisan Entertainment e Lionsgate Home Entertainment. Il film ha debuttato negli Stati Uniti su Nickelodeon il 10 settembre 2006 ed è stato successivamente distribuito in DVD dal 19 settembre, mentre in Italia a partire dal 26 ottobre.

### Edizione italiana
Il doppiaggio italiano è stato eseguito da E.T.S. European Television Service, in collaborazione con Etcetera Group, e diretto da Elio Zamuto su dialoghi di Massimo Corizza. È il primo film della serie in cui Barbie è doppiata da Emanuela Pacotto, che continuerà a doppiarla da qui in poi.

#### Doppiaggio
| Personaggi   | Doppiatore originale | Doppiatore italiano |
| ------------ | -------------------- | ------------------- |
| Genevieve    | Kelly Sheridan       | Emanuela Pacotto    |
| Rowena       | Catherine O'Hara     | Cinzia De Carolis   |
| Ashlyn       | Nicole Oliver        | Domitilla D'Amico   |
| Twyla        | Nicole Oliver        | Antonella Baldini   |
| Blair        | Jennifer Copping     | Emanuela D'Amico    |
| Courtney     | Lalainia Lindberg    | Monica Vulcano      |
| Delia        | Catherine Barr       | Laura Amadei        |
| Edeline      | Chiara Zanni         | Francesca Manicone  |
| Fallon       | Adrienne Carter      | Valentina Mari      |
| Hadley       | Ashleigh Ball        | Eleonora Manfredi   |
| Isla         | Ashleigh Ball        | Eleonora Manfredi   |
| Janessa      | Britt McKillip       | Angelica Bolognesi  |
| Kathleen     | Maddy Capozzi        | Erica Necci         |
| Lacey        | Chantal Strand       | Costanza Di Giacomo |
| Derek        | Shawn MacDonald      | Simone D'Andrea     |
| Re Randolph  | Christopher Gaze     | Luca Biagini        |
| Desmond      | Garry Chalk          | Vittorio Amandola   |
| Brutus       | Peter Kelamis        | Nanni Baldini       |
| Guardia #3   | Peter Kelamis        |                     |
| Felix        | Gabe Chouth          |                     |
| Maggiordomo  | Mark Oliver          |                     |
| Fabian       | Mark Oliver          |                     |
| Guardia #1   | Mark Oliver          |                     |
| Medico       | David Kaye           | Vittorio Di Prima   |
| Guardia #2   | David Kaye           |                     |
| Ambasciatore | Jonathan Holmes      |                     |

## Premi
2007 - Daytime Emmy Award
- Nomination - Miglior canzone in un programma per bambini, giovani adulti o d'animazione (Shine) ad Arnie Roth (musica), Amy Powers e Robert Hudnut (testi)

2007 - Leo Award
- Nomination - Miglior programma o serie d'animazione a Jeysca Durchin Schnepp, Jennifer Twiner McCarron e Shea Wageman (produttori)
- Nomination - Miglior regia/storyboard in un programma o serie d'animazione a Greg Richardson